# Gustaf von Düben (diplomat)
Gustaf von Düben, född 1 april 1774, död 22 juni 1812 i Sankt Petersburg, var en svensk greve, militär, diplomat och kammarherre och chargé d'affaires vid tysk-romerska hovet.

## Biografi
Gustaf von Düben var son till greve Carl Wilhelm von Düben och friherrinnan Ulrika von Düben, dotter till friherre Joakim von Düben och Catharina Eleonora Temming. Vidare var han bror till Ulrica Eleonora Rålamb. 
von Düben blev fänrik vid livgrenadjärregementet 1792 och löjtnant 1795. Samma år blev han kavaljer hos hertiginnan av Södermanland. År 1798 blev han kapten och fyra år senare chargé d'affaires vid det tysk-romerska kejserliga hovet. Han tog sedermera avsked ur krigstjänst 1810. Han var under flera år bosatt i Wien.
von Düben gifte sig den 7 april 1806 på slottet i Glauchau i Sachsen med Lovisa Henrietta Renata Augusta, grevinna av Schönburg-Wechselburg. I äktenskapet föddes två barn, av vilka Julia Emerentia var gift med landshövdingen friherre Carl Åkerhielm.